# Thorben Stahmer
Thorben Stahmer (* 20. September 1989 in Hamburg) ist ein deutscher Volleyballspieler.

## Karriere
Stahmer begann seine Karriere 2005 beim Oststeinbeker SV, wo er in der Regionalliga aktiv war. Wegen einer Verletzung an der Schulter spielte er 2010 Fußball in der Kreisliga. Beim TSV Reinbek kehrte er zum Volleyball zurück. Anschließend spielte er zwei Jahre beim 1. VC Norderstedt. In der Saison 2013/14 schaffte der Libero mit der SVG Lüneburg den Aufstieg in die Bundesliga. Da er für das Erstliga-Team nicht berücksichtigt wurde, kehrte er zurück nach Oststeinbek und spielte in der dritten Liga. 2017 wechselte Stahmer zum Zweitligisten TG 1862 Rüsselsheim. Im Februar 2018 kam er gegen seinen ehemaligen Verein Lüneburg zu seinem Bundesliga-Debüt bei den United Volleys Frankfurt. In der Saison 2018/19 war er bei beiden Mannschaften im Einsatz.